# Rauk

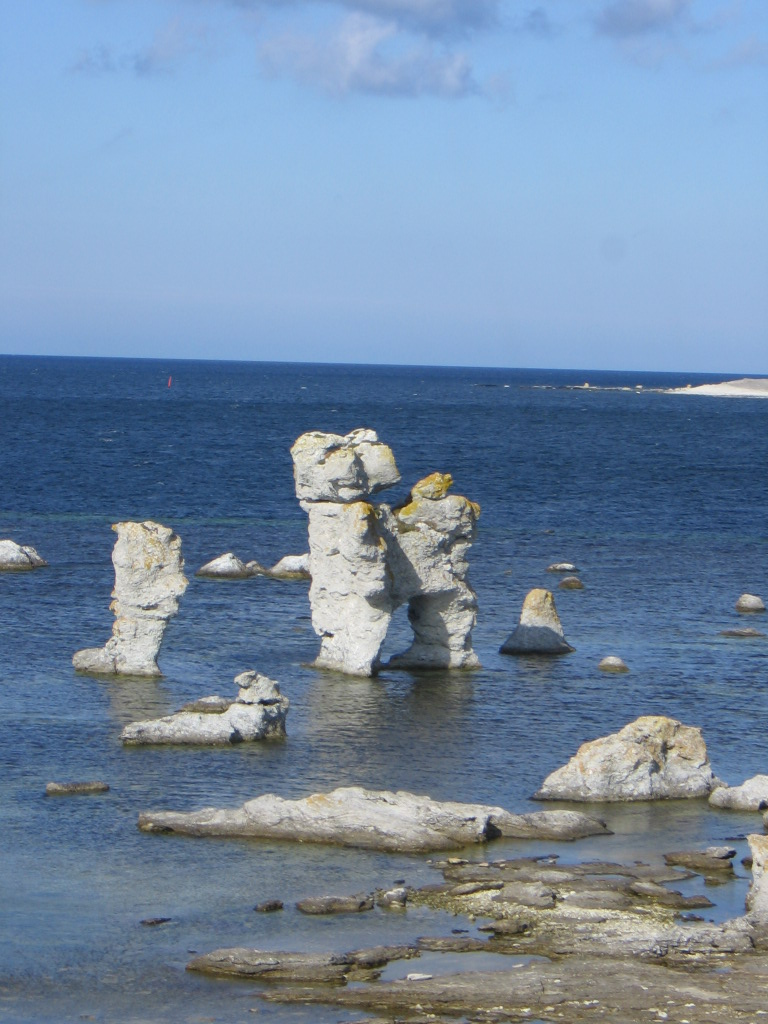
Rauki na wyspie Fårö

Rauk (szw. liczba mnoga: raukar) – szwedzka nazwa ostańców wapienych na wyspach Gotlandia, Fårö, Lilla Karlsö oraz Olandia. Geneza rauków związana jest z ruchami izostatycznymi po stopieniu się lodowca skandynawskiego. Utworzone ze skał o różnej twardości ulegały erozji morskiej podczas wynurzania się Gotlandii. Stopniowo poszczególne skały przyjmowały różne kształty, co często było podstawą ich nazw. Wiele z nich jest chronionych w formie rezerwatów przyrody.